# یوگینی کلشچنکو
یوگینی کلشچنکو (انگلیسی: Evgeny Kleshchenko؛ زادهٔ ۱۶ ژانویهٔ ۱۹۹۲) دوچرخه‌سوار اهل روسیه است.